# Christoph Zerbst
Christoph Zerbst (født 16. december 1963 i Salzburg, Østrig) er en østrigsk tidligere roer.
Zerbst vandt, sammen med Arnold Jonke, sølv i dobbeltsculler ved OL 1992 i Barcelona. Østrigerne blev i finalen besejret af Peter Antonie og Stephen Hawkins fra Australien, mens hollænderne Nico Rienks og Henk-Jan Zwolle fik bronze. Han deltog også ved OL 1996 i Atlanta.
Zerbst og Jonke vandt desuden VM-guld i dobbeltsculler i 1990.

## OL-medaljer
- 1992:  Sølv i dobbeltsculler